# Dandoli
Dandoli est une localité et une commune rurale de l'arrondissement central de Bandiagara, dans le cercle de Bandiagara et la région de Bandiagara au Mali. 

## Géographie
La localité de Dandoli est située sur la rive droite de la rivière Yamé et sur la route régionale RR27 à 9,5 km, au nord-est du chef-lieu régional Bandiagara. 
| Doucoumbo  | Soroly    | Sangha |
| Doucoumbo  | Dandoli   | Pélou  |
| Bandiagara | Doucoumbo | Dourou |

## Population
En 2009, lors du 4e recensement, la commune comptait 9 579 habitants, dont 587 habitants pour le chef-lieu communal Dandoli.

## Villages
La commune s'étend sur 14 localités relevées lors du recensement général de 2009. 
Les villages les plus peuplés sont :
- Sibi Sibi (1 170 habitants)
- Tongnon (1 134 habitants)
- Sokolo (1 012 habitants)

En 2023, la loi 2023-007 attribue à la commune 15 villages, fractions ou quartiers  :
- Vendeguela
- Sokolo
- Tognon
- Dioubaerou
- Gologou
- Dandoli
- Guineyalema
- Kolontanga
- Pouraly
- Sincarma
- Ouolo-Ouolo
- Lougourougoumbou
- Sassadi
- Sibi-Sibi
- Dagabidie